# Polje (matematika)
U apstraktnoj algebri, polje je algebarska struktura u kojoj se mogu izvoditi operacije zbrajanja, oduzimanja, množenja i dijeljenja (osim dijeljenja s nulom), i gdje vrijede poznata pravila iz aritmetike običnih brojeva. 
Sva polja su prsteni, ali ne i obratno. Polja se razlikuju od prstena po tome što se traži da je dijeljenje moguće, a u današnje vrijeme, također i po tome da operacija množenja u polju bude komutativna. Inače je struktura tzv. prsten s dijeljenjem, iako su se povijesno prsteni s dijeljenjem nazivali polja, a polja su bila komutativna polja.
Osnovni primjer polja je {\displaystyle \mathbb {Q} }, polje racionalnih brojeva. Ostali važni primjeri uključuju polje realnih brojeva {\displaystyle \mathbb {R} }, polje kompleksnih brojeva {\displaystyle \mathbb {C} } i, za bilo koji prost broj p, konačno polje cijelih brojeva modulo p, oznaka {\displaystyle \mathbb {Z} /p\mathbb {Z} }. Za bilo koje polje K, skup K(X), tj. skup racionalnih funkcija s koeficijentima iz K je također polje. 
Matematička disciplina koja se bavi proučavanjem polja se naziva teorija polja.

## Ekvivalentne definicije

### Definicija 1
Polje je komutativan prsten s dijeljenjem.

### Definicija 2
Polje je komutativni prsten ({\displaystyle \mathbb {F} }, +, *) takav da je 0 različito od 1 i da svi elementi od {\displaystyle \mathbb {F} } osim nule imaju inverz za množenje. (Važno je primijetiti da 0 i 1 ovdje redom označavaju neutralne elemente za operacije + i *, te se mogu razlikovati od poznatih realnih brojeva 0 i 1).

### Definicija 3
Eksplicitno, polje je definirano sljedećim svojstvima:
Zatvorenost od {\displaystyle \mathbb {F} } za + i *{\displaystyle \forall a,b\in \mathbb {F} }, {\displaystyle a+b\in \mathbb {F} } i {\displaystyle a*b\in \mathbb {F} } (ili formalnije, + i * su binarne operacije na F).
+ i * su asocijativne operacije{\displaystyle \forall a,b,c\in \mathbb {F} }, {\displaystyle a+(b+c)=(a+b)+c} i {\displaystyle a*(b*c)=(a*b)*c}.
+ i * su komutativne operacije{\displaystyle \forall a,b\in \mathbb {F} }, {\displaystyle a+b=b+a} i {\displaystyle a*b=b*a}.
Vrijedi distributivnost operacije * prema +{\displaystyle \forall a,b,c\in \mathbb {F} }, {\displaystyle a*(b+c)=(a*b)+(a*c)}.
Postojanje neutralnog elementa za zbrajanje{\displaystyle \exists 0\in \mathbb {F} } takav da je {\displaystyle \forall a\in \mathbb {F} }, {\displaystyle a+0=0+a=a}.
Postojanje neutralnog elementa za množenje{\displaystyle \exists 1\in \mathbb {F} } takav da je {\displaystyle \forall a\in \mathbb {F} }, {\displaystyle a*1=1*a=a}.
Postojanje inverza za zbrajanje{\displaystyle \forall a\in \mathbb {F} }{\displaystyle \exists -a\in \mathbb {F} }, takav da je {\displaystyle a+(-a)=-a+a=0}.
Postojanje inverza za množenje{\displaystyle \forall a\in \mathbb {F} ,a\neq 0}, {\displaystyle \exists a^{-1}\in \mathbb {F} }, takav da je {\displaystyle a*a^{-1}=a^{-1}*a=1}.
Uvjet da je 0 ≠ 1 osigurava da skup koji sadrži samo jedan element nije polje. Izravno iz aksioma se može pokazati da su ({\displaystyle \mathbb {F} }, +) i ({\displaystyle \mathbb {F} \setminus \{0\}}, *) komutativne grupe (Abelove grupe), i tada su aditivni inverz −a i multiplikativni inverz a−1 jedinstveno određeni s a. Ostala korisna pravila uključuju:
−a = (−1) * a
i općenitije
−(a * b) = (−a) * b = a * (−b),
kao i
a * 0 = 0.

## Primjeri
- Kompleksni brojevi {\displaystyle \mathbb {C} }, s uobičajenim operacijama zbrajanja i množenja. Polje kompleksnih brojeva sadrži sljedeća potpolja:
- Racionalni brojevi {\displaystyle \mathbb {Q} =\{{\frac {a}{b}}} | {\displaystyle a\in \mathbb {Z} ,b\in \mathbb {N} \}}, gdje je {\displaystyle \mathbb {Z} } skup cijelih brojeva, a {\displaystyle \mathbb {N} } skup prirodnih brojeva. Polje racionalnih brojeva nema pravih potpolja.